# 白城市
白城市，简称洮，旧称洮安，是中华人民共和国吉林省下辖的地级市，位于吉林省西北部。市境东邻松原市，北抵黑龙江省大庆市、齐齐哈尔市，西接内蒙古自治区兴安盟，南界内蒙古自治区通辽市。地处松嫩平原西部，科尔沁草原东部。嫩江流经东北部边界，其支流洮儿河自西往东横贯中部。境内湖沼（泡子）众多，分布广泛，市人民政府驻洮北区文化东路1号。

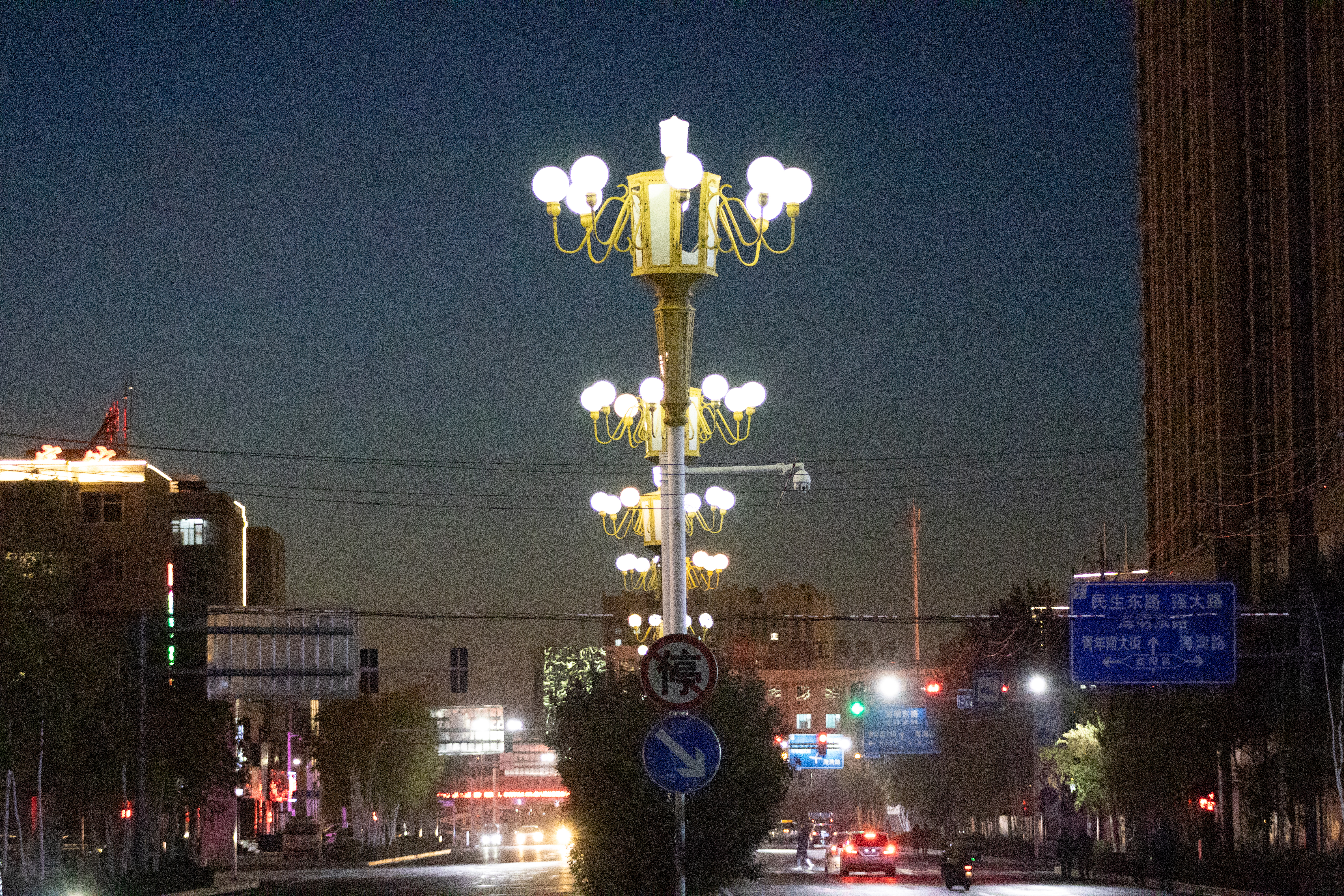
白城市夜景

## 历史

### 古代
商周至秦时期为东胡游牧之地。
汉、南北朝时期，为鲜卑、夫余所居。
隋唐时，为契丹族游牧之地。
辽时，在这里设长春州，治所在今洮北区德顺蒙古族乡城四家子古城。长春州是辽朝皇帝圣宗、兴宗、道宗、天祚帝等四位皇帝的行宫，是辽朝春季的政治中心，是辽代东北路的政治、军事、经济、文化中心。
金朝时期，长春州沿用继续至金天德二年（1150年），后降为长春县，隶肇州（前郭县塔虎城）管辖。金承安三年（1198年）又在此复设泰州，城址仍在城四家子古城。
蒙元时期，先属成吉思汗四弟斡赤斤封地，后属辽阳行省泰宁路、泰宁府，治所仍在城四家子古城。
明朝时期，隶属奴尔干都司所辖泰宁卫。清朝时期，属蒙古科尔沁部。

### 近代
清光绪三十年（1904年）设洮南府，隶属盛京将军。同年设开通县、靖安县，隶属洮南府。十二月，设大赉厅，隶属黑龙江将军。光绪三十一年（1905年），设安广县，隶属洮南府。光绪三十三年（1907年），撤将军，设奉天、吉林、黑龙江三省。洮南府、开通县、靖安县、安广县隶属奉天省，大赉厅隶属黑龙江省。宣统二年（1910年），设镇东县，隶属奉天省。民国二年（1913年），废府、州、厅，存道、县，境内各县隶属奉天省洮昌道和黑龙江省龙江道。民国四年（1915年），设瞻榆县，隶属奉天省洮昌道。满洲国时期，境内各县隶属龙江省。
1945年8月15日东北光复后，境内各县隶属嫩江省。1946年，先后隶属吉江行政主任公署、嫩江省、辽吉区行政公署。1947年，隶属辽北省。1949年，隶属黑龙江省。1954年，划归吉林省。
1954年8月，吉林省白城子区专员公署成立，辖洮南、白城、镇赉、安广、大赉、开通、瞻榆、乾安县。1955年，改称吉林省白城专员公署（简称白城专署）。1956年，长岭、双辽县和前郭尔罗斯蒙古族自治县（简称前郭县）划归白城专署。1958年10月，白城镇与部分郊区合并，设白城市（县级）；白城县余部20个乡镇与洮南县合并为洮安县；大赉、安广县合并为大安县；开通、瞻榆县合并为通榆县。同年11月，扶余县划归为白城专署，双辽县划归四平专署。1968年8月，成立白城专区革命委员会。1969年7月，内蒙古自治区的突泉县、科尔沁右翼前旗划归白城专区（1979年7月，复归内蒙古自治区）。1973年7月，白城专区革命委员会改称白城地区革命委员会。1979年1月，改称白城地区行政公署。
1987年7月、1988年11月，洮安县、大安县先后改设洮南市（县级）、大安市（县级）。1991年3月，前扶经济开发管理区成立，地、厅级建制，隶属吉林省人民政府，扶余市和前郭县划归前扶经济开发管理区。1992年6月，设立松原市（地级），长岭、乾安县划归松原市。1993年8月，撤销白城地区行政公署，设立白城市（地级）。撤销白城市（县级），设立洮北区。白城市辖镇赉县、通榆县、洮北区，代管大安、洮南市。

## 地理
白城市位于吉林省西北部，科尔沁草原东部，北纬44°13'至46°18'，东经121°38'至124°22'，东西横跨230公里，南北距离211公里。东南接松原市，北连黑龙江省齐齐哈尔市，西邻内蒙古兴安盟。距省会长春333公里，齐齐哈尔市218公里，乌兰浩特83公里。
白城市年均日照时数2919.4小时，年均气温4.9℃，无霜期157天，年均降水量407.9毫米，属大陆性温带季风气候。
| 白城市气象数据（1971年至2000年） | 白城市气象数据（1971年至2000年） | 白城市气象数据（1971年至2000年） | 白城市气象数据（1971年至2000年） | 白城市气象数据（1971年至2000年） | 白城市气象数据（1971年至2000年） | 白城市气象数据（1971年至2000年） | 白城市气象数据（1971年至2000年） | 白城市气象数据（1971年至2000年） | 白城市气象数据（1971年至2000年） | 白城市气象数据（1971年至2000年） | 白城市气象数据（1971年至2000年） | 白城市气象数据（1971年至2000年） | 白城市气象数据（1971年至2000年） |
| 月份                             | 1月                              | 2月                              | 3月                              | 4月                              | 5月                              | 6月                              | 7月                              | 8月                              | 9月                              | 10月                             | 11月                             | 12月                             | 全年                             |
| -------------------------------- | -------------------------------- | -------------------------------- | -------------------------------- | -------------------------------- | -------------------------------- | -------------------------------- | -------------------------------- | -------------------------------- | -------------------------------- | -------------------------------- | -------------------------------- | -------------------------------- | -------------------------------- |
| 历史最高温 °C（°F）              | 5.9 (42.6)                       | 12.8 (55.0)                      | 24.3 (75.7)                      | 31.2 (88.2)                      | 38.1 (100.6)                     | 38.6 (101.5)                     | 37.3 (99.1)                      | 37.7 (99.9)                      | 31.7 (89.1)                      | 29.8 (85.6)                      | 17.5 (63.5)                      | 7.2 (45.0)                       | 38.6 (101.5)                     |
| 平均高温 °C（°F）                | −9.1 (15.6)                      | −4.1 (24.6)                      | 4.3 (39.7)                       | 14.9 (58.8)                      | 22.5 (72.5)                      | 26.9 (80.4)                      | 28.5 (83.3)                      | 27.2 (81.0)                      | 21.7 (71.1)                      | 13.0 (55.4)                      | 1.3 (34.3)                       | −6.9 (19.6)                      | 11.7 (53.0)                      |
| 日均气温 °C（°F）                | −16.4 (2.5)                      | −11.7 (10.9)                     | −2.7 (27.1)                      | 7.6 (45.7)                       | 15.7 (60.3)                      | 20.9 (69.6)                      | 23.4 (74.1)                      | 21.5 (70.7)                      | 14.9 (58.8)                      | 6.0 (42.8)                       | −5.1 (22.8)                      | −13.6 (7.5)                      | 5.0 (41.1)                       |
| 平均低温 °C（°F）                | −22.4 (−8.3)                     | −18.3 (−0.9)                     | −10.1 (13.8)                     | −0.1 (31.8)                      | 8.2 (46.8)                       | 14.8 (58.6)                      | 18.3 (64.9)                      | 16.0 (60.8)                      | 8.4 (47.1)                       | −0.3 (31.5)                      | −10.6 (12.9)                     | −19.0 (−2.2)                     | −1.3 (29.7)                      |
| 历史最低温 °C（°F）              | −38.1 (−36.6)                    | −30.3 (−22.5)                    | −26.0 (−14.8)                    | −13.6 (7.5)                      | −4.4 (24.1)                      | 3.7 (38.7)                       | 8.7 (47.7)                       | 7.1 (44.8)                       | −2.9 (26.8)                      | −19.6 (−3.3)                     | −29.3 (−20.7)                    | −35.1 (−31.2)                    | −38.1 (−36.6)                    |
| 平均降水量 mm（）                | 0.5 (0.02)                       | 1.2 (0.05)                       | 4.5 (0.18)                       | 13.7 (0.54)                      | 27.6 (1.09)                      | 80.8 (3.18)                      | 130.6 (5.14)                     | 82.0 (3.23)                      | 37.3 (1.47)                      | 15.4 (0.61)                      | 3.2 (0.13)                       | 1.6 (0.06)                       | 398.4 (15.7)                     |
| 平均降水天数（≥ 0.1 mm）         | 1.4                              | 2.0                              | 2.9                              | 3.9                              | 6.8                              | 11.3                             | 12.5                             | 10.5                             | 7.4                              | 4.0                              | 2.6                              | 2.5                              | 67.8                             |
| 来源：中国天气网                 |                                  |                                  |                                  |                                  |                                  |                                  |                                  |                                  |                                  |                                  |                                  |                                  |                                  |

## 政治

### 现任领导
| 机构     | · 中国共产党 · 白城市委员会 | 白城市人民代表大会 常务委员会 | 白城市人民政府 | · 中国人民政治协商会议 · 白城市委员会 |
| 职务     | 书记                        | 主任                          | 市长           | 主席                                  |
| -------- | --------------------------- | ----------------------------- | -------------- | ------------------------------------- |
| 姓名     | 李洪慈                      | 徐辉（女）                    |                | 顾伟（女）                            |
| 民族     | 汉族                        | 汉族                          |                | 汉族                                  |
| 籍贯     | 山东省沂南县                |                               |                |                                       |
| 出生日期 | 1974年7月（51歲）           | 1969年11月（55歲）            |                | 1967年3月（58歲）                     |
| 就任日期 | 2022年7月                   | 2022年1月                     |                | 2022年1月                             |

### 历任领导
| 市委书记 - （1993年8月－1999年2月） - 王宪林（1999年2月－2001年8月） - 刘润璞（2001年8月－2004年12月） - 岳清友（2004年12月－2009年4月） - 姜治莹（2009年4月－2011年12月） - 李晋修（2011年12月－2015年11月） - 庞庆波（2015年12月－2021年1月） - 李明伟（2021年3月－2022年7月） - 李洪慈（2022年7月－） | 市长 - 聂文权（1993年8月－1997年10月） - 刘润璞（1997年10月－2001年8月） - 岳清友（2001年8月－2004年12月） - 房俐（2004年12月－2007年6月） - 杨亚杰（2007年6月－2010年4月） - 李晋修（2010年4月－2011年12月） - 安桂武（2011年12月－2015年10月） - 李明伟（2015年12月－2021年3月） - 李洪慈（2021年3月－2022年7月） - 杨大勇（2022年7月－2025年7月） |

### 行政区划
白城市现辖1个市辖区、2个县，代管2个县级市。
- 市辖区：洮北区
- 县级市：洮南市、大安市
- 县：镇赉县、通榆县

## 人口
根据2020年第七次全国人口普查，全市常住人口为1,551,378人。同第六次全国人口普查的2,032,356人相比，十年共减少了480,978人，下降23.67%，年平均增长率为-2.66%。其中，男性人口为770,277人，占总人口的49.65%；女性人口为781,101人，占总人口的50.35%。总人口性别比（以女性为100）为98.61。0－14岁的人口为171,653人，占总人口的11.06%；15－59岁的人口为1,013,731人，占总人口的65.34%；60岁及以上的人口为365,994人，占总人口的23.59%，其中65岁及以上的人口为245,625人，占总人口的15.83%。居住在城镇的人口为844,632人，占总人口的54.44%；居住在乡村的人口为706,746人，占总人口的45.56%。

### 民族
全市常住人口中，汉族人口为1,452,720人，占93.64%；各少数民族人口为98,658人，占6.36%。与2010年第六次全国人口普查相比，汉族人口减少493,389人，下降25.35%，占总人口比例下降2.12个百分点；各少数民族人口增加12,411人，增长14.39%，占总人口比例增加2.12个百分点。其中，蒙古族人口减少218人，下降0.4%，占总人口比例增加0.82个百分点；满族人口增加3,494人，增长13.28%，占总人口比例增加0.63个百分点；朝鲜族人口增加7,965人，增长824.53%，占总人口比例增加0.53个百分点。
| 民族名称                | 汉族      | 蒙古族 | 满族   | 朝鲜族 | 回族  | 苗族 | 锡伯族 | 壮族 | 土家族 | 侗族 | 其他民族 |
| ----------------------- | --------- | ------ | ------ | ------ | ----- | ---- | ------ | ---- | ------ | ---- | -------- |
| 人口数                  | 1,452,720 | 54,492 | 29,795 | 8,931  | 3,264 | 374  | 241    | 202  | 184    | 180  | 995      |
| 占总人口比例（%）       | 93.64     | 3.51   | 1.92   | 0.58   | 0.21  | 0.02 | 0.02   | 0.01 | 0.01   | 0.01 | 0.06     |
| 占少数民族人口比例（%） | －        | 55.23  | 30.20  | 9.05   | 3.31  | 0.38 | 0.24   | 0.20 | 0.19   | 0.18 | 1.01     |

## 交通
- 302国道过境。
- 白城長安機場

## 资源
- 风力资源丰富（年均8级以上大风24天）。
- 境内有世界A级湿地、国家级自然保护区向海，国家级自然保护区莫莫格。
- 中草药有防风、桔梗、远志、柴胡、黄芩、黄芪、沙参、甘草等。
- 土特产主要有绿豆（中国地理标志产品）、蓖麻。

## 全国重点文物保护单位
- 汉书遗址
- 城四家子城址
- 向阳南岗遗址
- 双塔遗址